# سیارک ۱۰۰۲۱
سیارک ۱۰۰۲۱ (به انگلیسی: 10021 Henja، نامگذاری:1979QC1) ده هزار و بیست و یکمین سیارک کشف شده‌است که در ۲۲ اوت ۱۹۷۹ کشف شد.
قدر مطلق سیارک برابر ۱۷٫۸ است.